# Hunspach
Hunspach (prononcé [unspax] ou [unʃpax]) est une commune française située dans la circonscription administrative du Bas-Rhin et, depuis le 1er janvier 2021, dans le territoire de la Collectivité européenne d'Alsace, en région Grand Est.

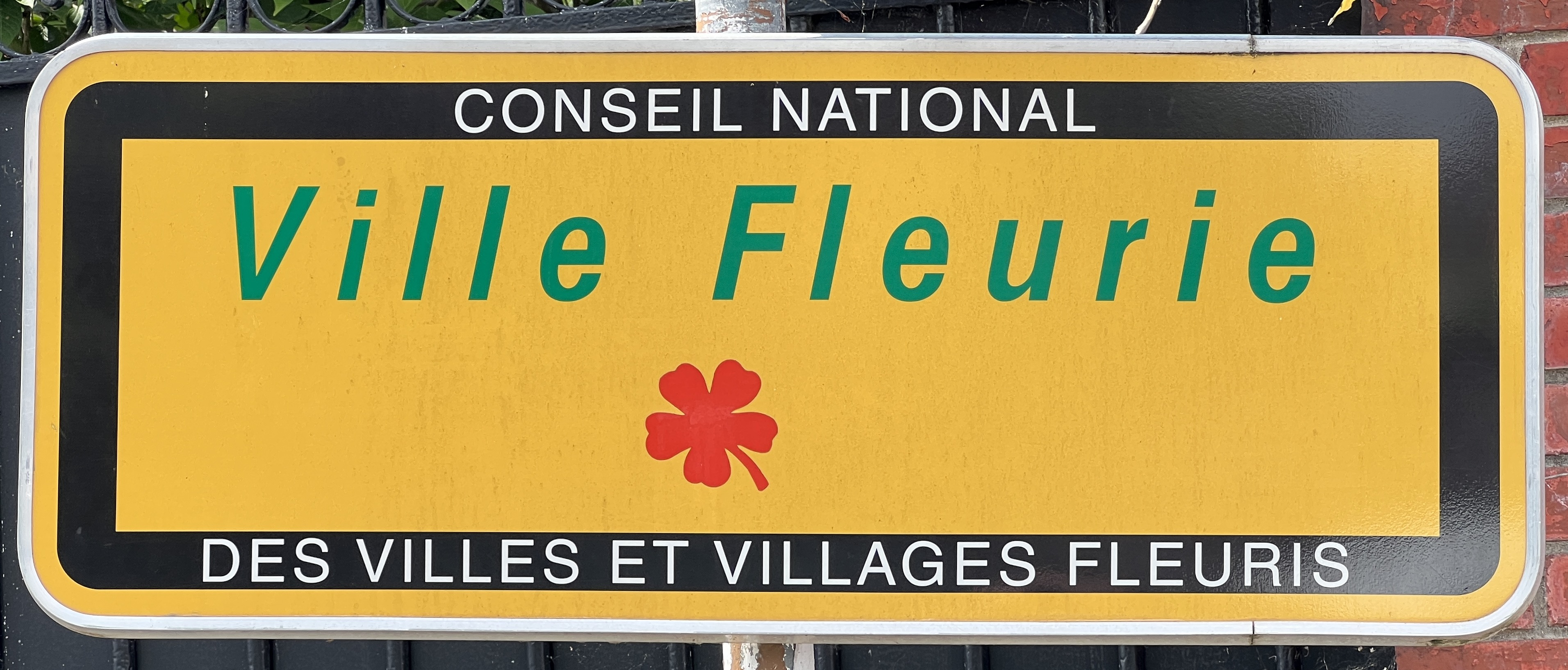
La récompense "Ville Fleurie", également connue sous le nom de "Villes et Villages fleuris, anciennement appelée concours, a été créée en 1959 en France pour promouvoir le fleurissement, l'environnement de vie et les espaces verts.

## Géographie

### Localisation
Hunspach fait partie de la région naturelle Outre-Forêt, en France.
La commune de Hunspach est située à 11 km de Wissembourg et 23 de Haguenau.

### Communes limitrophes
| Drachenbronn-Birlenbach | Ingolsheim |          |
| Keffenach               | Hunspach   | Seebach  |
| Schœnenbourg            | Hoffen     | Aschbach |

### Géologie et relief
La commune se compose de 31,27 hectares de territoires artificialisés (5,71 %), 415,52 hectares de territoires agricoles (75,82 %) et 101,34 hectares de forêts et milieux semi-naturels (18,49 %).
Espaces naturels :
- Trois espaces protégés hors Natura 2000 Vosges du Nord :

Réserve de Biosphère, zone tampon,
Réserve de Biosphère, zone de transition,
Parc naturel régional.
La commune est membre du parc naturel régional des Vosges du Nord.
Les espaces agricoles, constituant l'essentiel de Hunspach, sont bordés de basses collines.

### Sismicité
La commune est située dans une zone de sismicité modérée.

### Hydrographie et les eaux souterraines
Hydrogéologie et climatologie : Système d’information pour la gestion des eaux souterraines du bassin Rhin-Meuse :
Territoire communal : Occupation du sol (Corinne Land Cover); Cours d'eau (BD Carthage),
Géologie : Carte géologique; Coupes géologiques et techniques,
 Hydrogéologie : Masses d'eau souterraine; BD Lisa; Cartes piézométriques.
La commune est dans le bassin versant du Rhin au sein du bassin Rhin-Meuse. Elle est drainée par le ruisseau le Haussauerbach, le ruisseau le Schemperbach, le ruisseau la Heimbachgraben et le ruisseau le Kirbaechel,.
Le Haussauerbach, d'une longueur de 15 km, prend sa source dans la commune de Rott et se jette  dans le Seltzbach à Hoffen, après avoir traversé huit communes. 

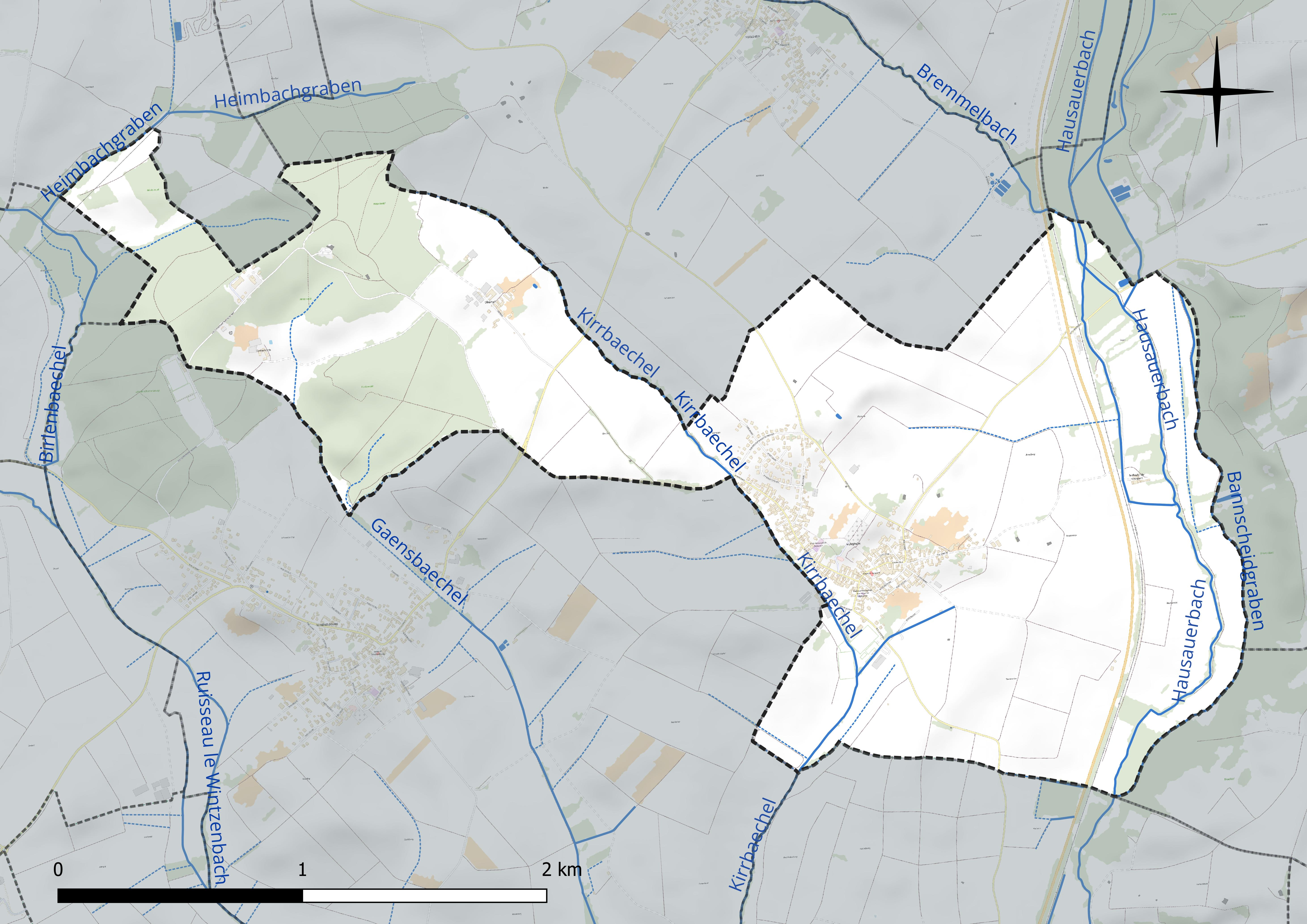
Réseau hydrographique de Hunspach.

### Climat
Pour des articles plus généraux, voir Climat du Grand Est et Climat du Bas-Rhin.
En 2010, le climat de la commune est de type climat des marges montargnardes, selon une étude du Centre national de la recherche scientifique s'appuyant sur une série de données couvrant la période 1971-2000. En 2020, Météo-France publie une typologie des climats de la France métropolitaine dans laquelle la commune est exposée à un climat semi-continental et est dans la région climatique  Alsace, caractérisée par une pluviométrie faible, particulièrement en automne et en hiver, un été chaud et bien ensoleillé, une humidité de l’air basse au printemps et en été, des vents faibles et des brouillards fréquents en automne (25 à 30 jours). 
Pour la période 1971-2000, la température annuelle moyenne est de 10,5 °C, avec une amplitude thermique annuelle de 17,8 °C. Le cumul annuel moyen de précipitations est de 781 mm, avec 10,6 jours de précipitations en janvier et 10,6 jours en juillet. Pour la période 1991-2020, la température moyenne annuelle observée sur la station météorologique de Météo-France la plus proche, « Preuschdorf », sur la commune de Preuschdorf à 10 km à vol d'oiseau, est de 11,3 °C et le cumul annuel moyen de précipitations est de 834,2 mm. 
La température maximale relevée sur cette station est de 39,8 °C, atteinte le 4 juillet 2015 ; la température minimale est de −19,9 °C, atteinte le 8 janvier 1985,,. 
Les paramètres climatiques de la commune ont été estimés pour le milieu du siècle (2041-2070) selon différents scénarios d'émission de gaz à effet de serre à partir des nouvelles projections climatiques de référence DRIAS-2020. Ils sont consultables sur un site dédié publié par Météo-France en novembre 2022.

## Urbanisme

### Typologie
Au 1er janvier 2024, Hunspach est catégorisée commune rurale à habitat dispersé, selon la nouvelle grille communale de densité à sept niveaux définie par l'Insee en 2022.
Elle est située hors unité urbaine et hors attraction des villes,.

### Occupation des sols
L'occupation des sols de la commune, telle qu'elle ressort de la base de données européenne d’occupation biophysique des sols Corine Land Cover (CLC), est marquée par l'importance des territoires agricoles (75,7 % en 2018), en diminution par rapport à 1990 (76,8 %). La répartition détaillée en 2018 est la suivante : 
terres arables (64,6 %), forêts (18,6 %), zones agricoles hétérogènes (11,1 %), zones urbanisées (5,7 %). 
L'évolution de l’occupation des sols de la commune et de ses infrastructures peut être observée sur les différentes représentations cartographiques du territoire : la carte de Cassini (XVIIIe siècle), la carte d'état-major (1820-1866) et les cartes ou photos aériennes de l'IGN pour la période actuelle (1950 à aujourd'hui).

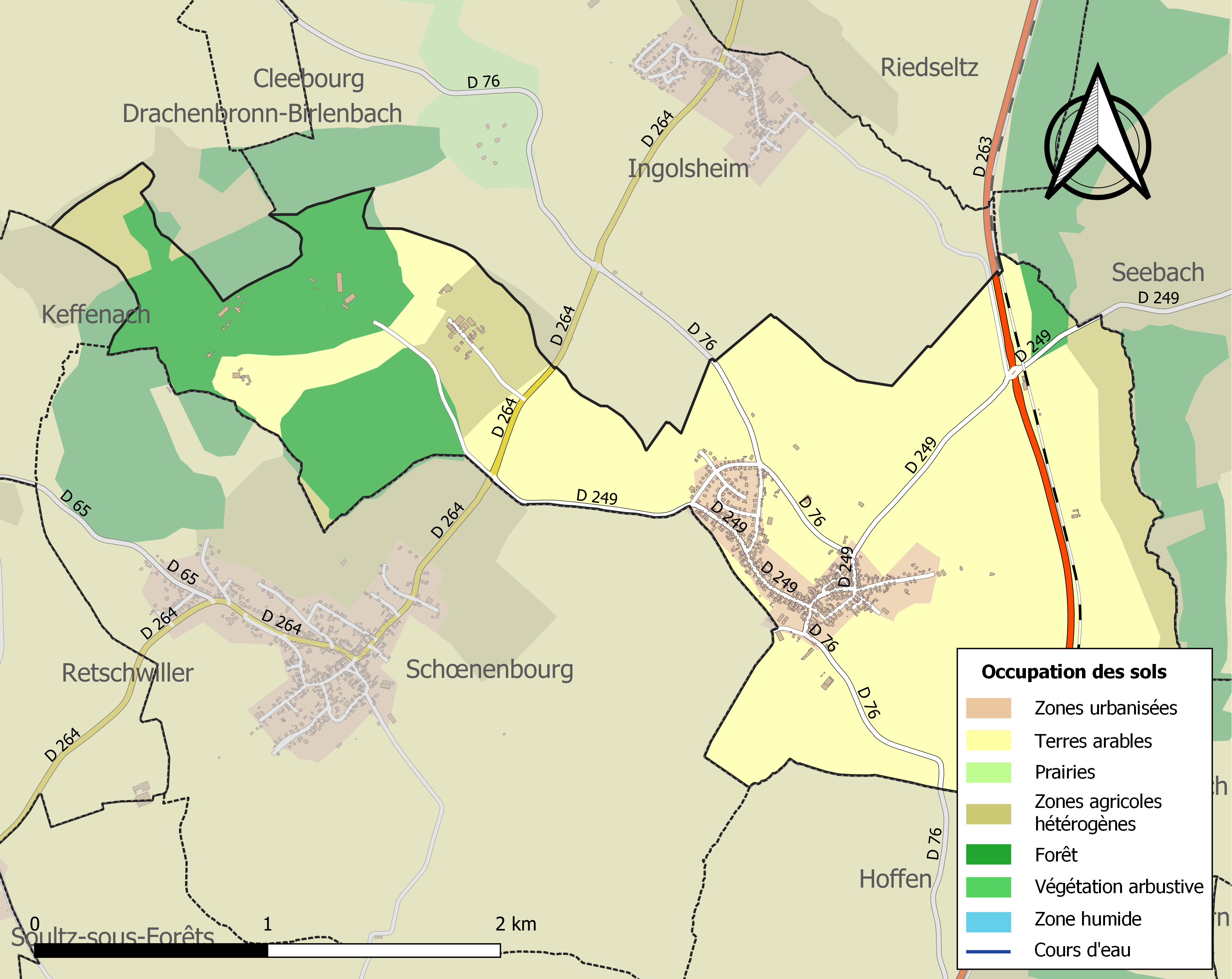
Carte des infrastructures et de l'occupation des sols de la commune en 2018 (CLC).

### Voies de communications et transports

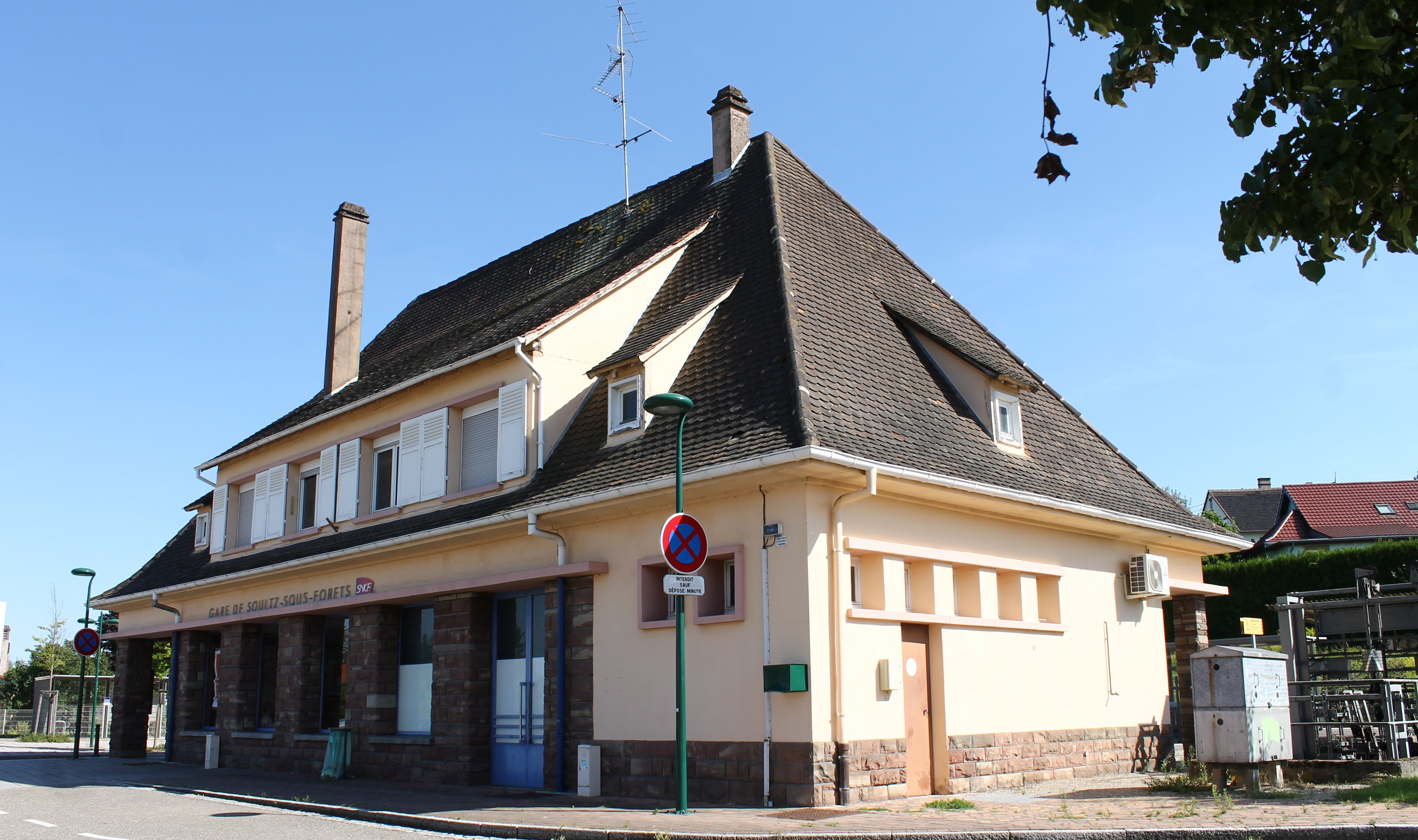
Gare de Soultz-sous-Forêts.

#### Voies routières
- Route CD 263.

#### Transports en commun
- Réseaux de transports en commun Fluo Grand Est[24].
- Gare de Hunspach.
- Gare de Soultz-sous-Forêts.

La mise en place du réseau express métropolitain strasbourgeois devrait renforcer l'importance du hub haguenovien, mais risque de détériorer les dessertes entre Haguenau et Wissembourg, en particulier à Hunspach où plus aucun train ne s'arrêtera.

## Histoire
La première mention écrite du village date de 1298.
Alors ville impériale, Hunspach passe aux mains des princes de Deux-Ponts-Palatinat en 1504 et leur restera jusqu'à la Révolution.
Durant la réforme, introduite ici dès 1530, le village devient protestant et en 1619 passa sous administration suédoise.
Après avoir été attaqué et détruit par les troupes impériales en 1633, des immigrants suisses rebâtissent le village. En 1787, la Suède rend le village à la Couronne de France.
En 1978 Hunspach a été déclarée « village où il fait bon vivre » à l'émission La France buissonnière d'Antenne 2,.
Hunspach, qui dépendait de l'arrondissement de Wissembourg a été rattachée à l'arrondissement de Haguenau-Wissembourg à compter du 1er janvier 2015.
Après Eguisheim en 2013, et Kaysersberg en 2017, Hunspach a été classée sous le label Village préféré des Français en 2020, dans l'émission éponyme de Stéphane Bern,.

## Politique et administration
| Période                                  | Période                   | Identité                                     | Étiquette | Qualité      |
| ---------------------------------------- | ------------------------- | -------------------------------------------- | --------- | ------------ |
| Les données manquantes sont à compléter. |                           |                                              |           |              |
| mars 2001                                | 2014                      | Pierrot Billmann                             |           |              |
| 2014                                     | En cours (au 31 mai 2020) | Bertrand Wahl Réélu pour le mandat 2020-2026 |           | Ancien cadre |

### Budget et fiscalité 2023

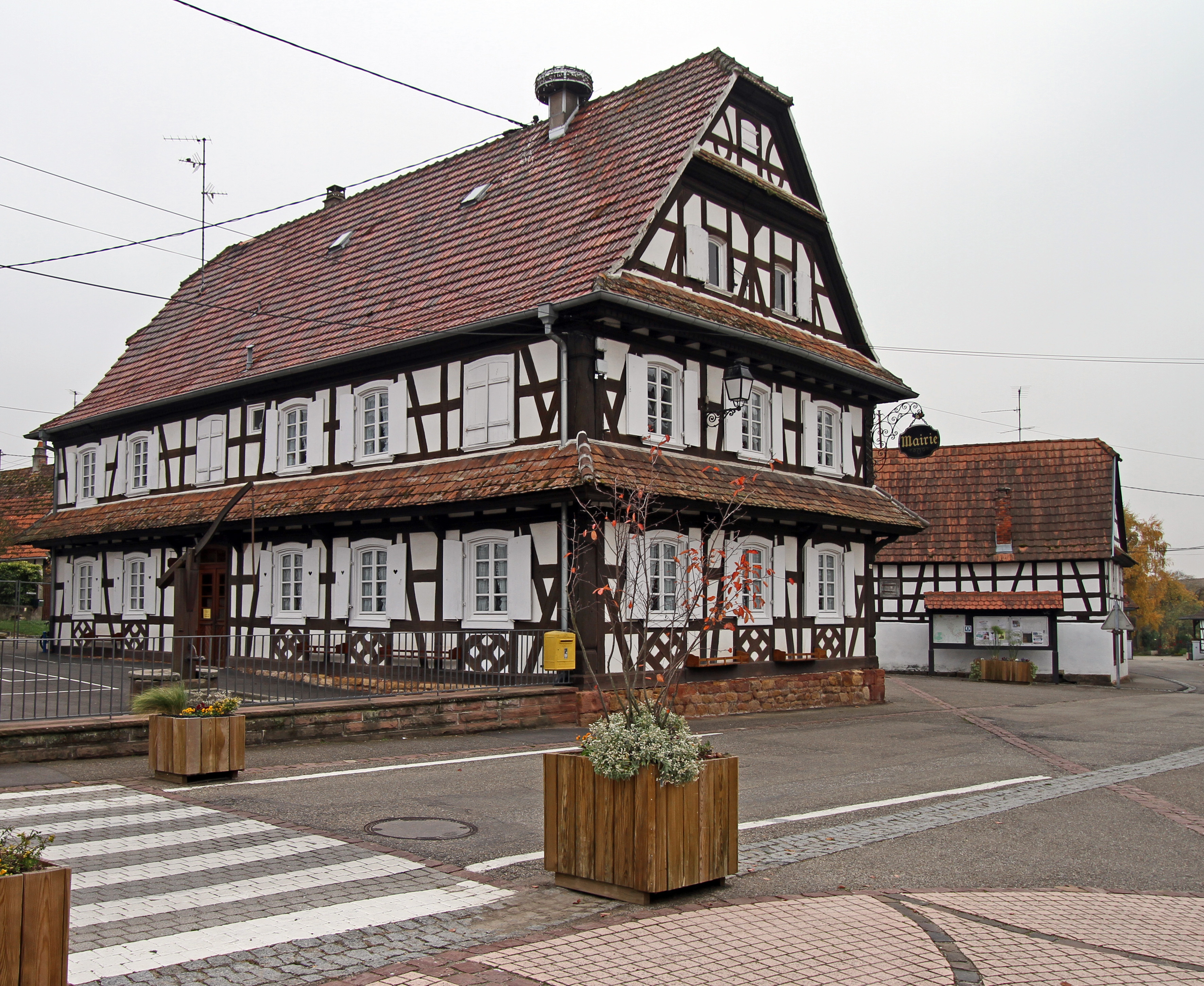
Mairie de Hunspach.

En 2023, le budget de la commune était constitué ainsi :
- total des produits de fonctionnement : 581 000 €, soit 907 € par habitant ;
- total des charges de fonctionnement : 487 000 €, soit 652 € par habitant ;
- total des ressources d'investissement : 85 000 €, soit 132 € par habitant ;
- total des emplois d'investissement : 77 000 €, soit 121 € par habitant ;
- endettement : 234 000 €, soit 366 € par habitant.

Avec les taux de fiscalité suivants :
- taxe d'habitation : 19,38 % ;
- taxe foncière sur les propriétés bâties : 27,54 % ;
- taxe foncière sur les propriétés non bâties : 71,05 % ;
- taxe additionnelle à la taxe foncière sur les propriétés non bâties : 45,11 % ;
- cotisation foncière des entreprises : 22,34 %.

Chiffres clés Revenus et pauvreté des ménages en 2021 : médiane en 2021 du revenu disponible, par unité de consommation : 26 920 €.

### Intercommunalité
Commune membre de la communauté de communes du Pays de Wissembourg.

### Entreprises et commerces

#### Agriculture
- Agriculteurs-éleveurs.

#### Tourisme
- Cette commune située dans la région historique et culturelle d'Alsace est classée parmi les plus beaux villages de France[39].
- Restauration[40].
- Gîtes ruraux[41] et chambres d'hôtes.

#### Commerces-artisanat
- Commerce et services de proximité : boulangerie-pâtisserie, boucherie[42].
- Artistes : peintre, sculpteur[43].

## Population et société

### Démographie

#### Évolution démographique
L'évolution du nombre d'habitants est connue à travers les recensements de la population effectués dans la commune depuis 1793. Pour les communes de moins de 10 000 habitants, une enquête de recensement portant sur toute la population est réalisée tous les cinq ans, les populations de référence des années intermédiaires étant quant à elles estimées par interpolation ou extrapolation. Pour la commune, le premier recensement exhaustif entrant dans le cadre du nouveau dispositif a été réalisé en 2008.

En 2022, la commune comptait 625 habitants, en évolution de −1,88 % par rapport à 2016 (Bas-Rhin : +3,17 %, France hors Mayotte : +2,11 %).
| 1793 | 1800 | 1806 | 1821 | 1831 | 1836 | 1841 | 1846 | 1851 |
| ---- | ---- | ---- | ---- | ---- | ---- | ---- | ---- | ---- |
| 462  | 575  | 697  | 730  | 630  | 811  | 751  | 839  | 816  |

| 1856 | 1861 | 1866 | 1871 | 1875 | 1880 | 1885 | 1890 | 1895 |
| ---- | ---- | ---- | ---- | ---- | ---- | ---- | ---- | ---- |
| 729  | 760  | 776  | 795  | 789  | 789  | 731  | 742  | 759  |

| 1900 | 1905 | 1910 | 1921 | 1926 | 1931 | 1936 | 1946 | 1954 |
| ---- | ---- | ---- | ---- | ---- | ---- | ---- | ---- | ---- |
| 741  | 752  | 771  | 728  | 707  | 708  | 749  | 691  | 619  |

| 1962 | 1968 | 1975 | 1982 | 1990 | 1999 | 2006 | 2008 | 2013 |
| ---- | ---- | ---- | ---- | ---- | ---- | ---- | ---- | ---- |
| 645  | 636  | 600  | 573  | 615  | 671  | 669  | 668  | 651  |

| 2018 | 2022 | - | - | - | - | - | - | - |
| ---- | ---- | - | - | - | - | - | - | - |
| 637  | 625  | - | - | - | - | - | - | - |

### Enseignement
Établissements d'enseignements :
- école maternelle[49] ;
- école primaire ;
- collèges à Soultz-sous-Forêts, Wissembourg ;
- lycées à Soultz-sous-Forêts, Wissembourg.

### Santé
Professionnels et établissements de santé :
- médecins à Hunspach, Stundwiller, Soultz-sous-Forêts ;
- pharmacies à Soultz-sous-Forêts, Hatten ;
- centre hospitalier à Wissembourg, Haguenau.

### Cultes
- Hunspach comprend un lieu de culte protestant sur la place du village au 45 rue Principale : l'église paroissiale réformée construite en 1757. De tradition calviniste, elle dépend du consistoire de Bischwiller[51] de l'Église protestante réformée d'Alsace et de Lorraine qui dépend depuis 2006 de l'Union des Églises protestantes d'Alsace et de Lorraine. Elle est placée sous le régime concordataire. Les deux autres lieux de culte annexes de la paroisse sont les églises réformées de Hoffen et d'Ingolsheim[52].
- Culte catholique, annexe de Schoenenbourg, communauté de paroisses Soultz-sous-Forêts[53], zone pastorale de Wissembourg[54], diocèse de Strasbourg.

### Sport

#### Football
Le village possède depuis 1948 son club de football : l'Association Sportive de Hunspach, l'« ASH ». Aujourd'hui, le club évolue en Régional 3. (8e division).

## Culture locale et patrimoine

### Lieux et monuments

Église réformée de Hunspach
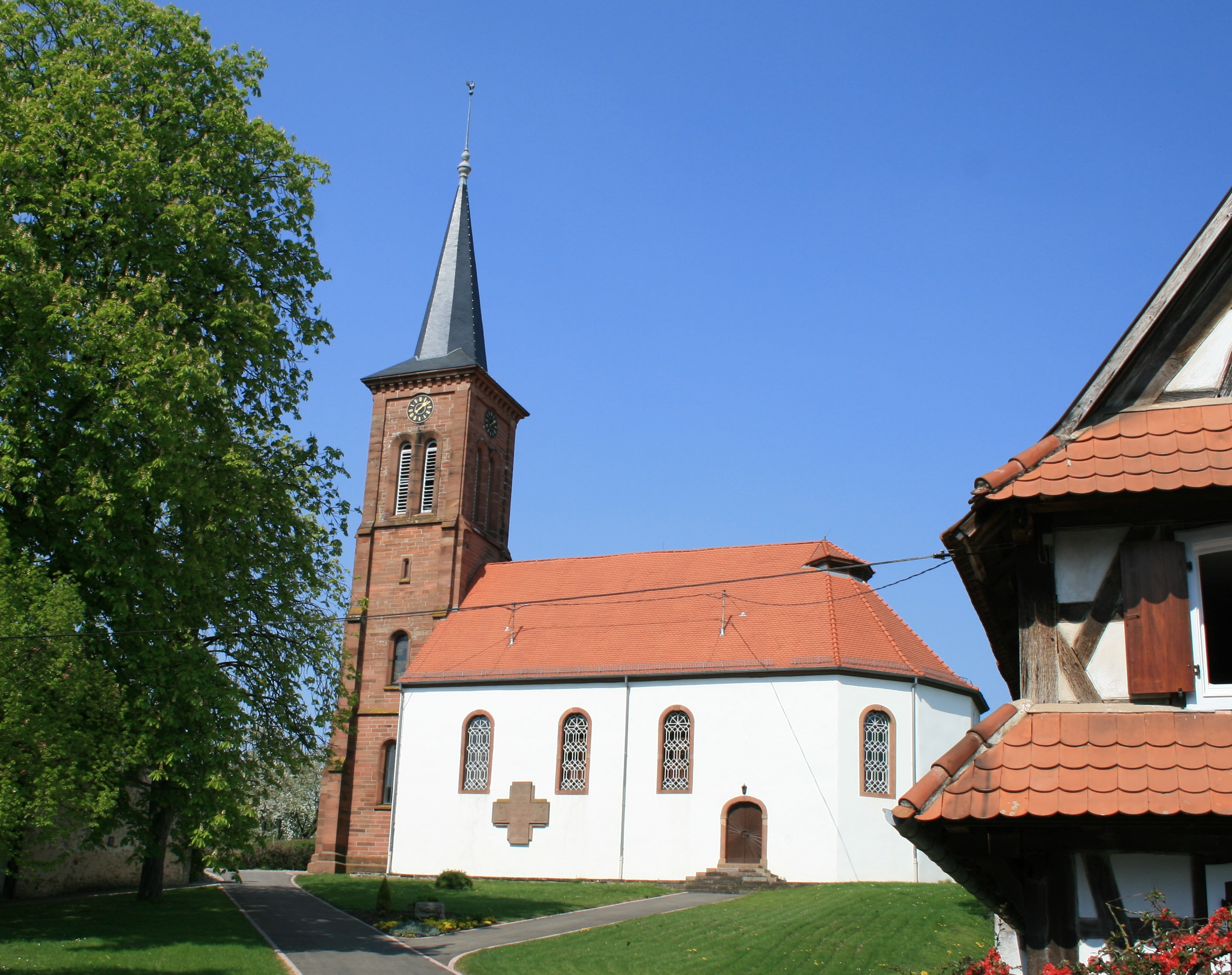
L'église réformée de Hunspach.
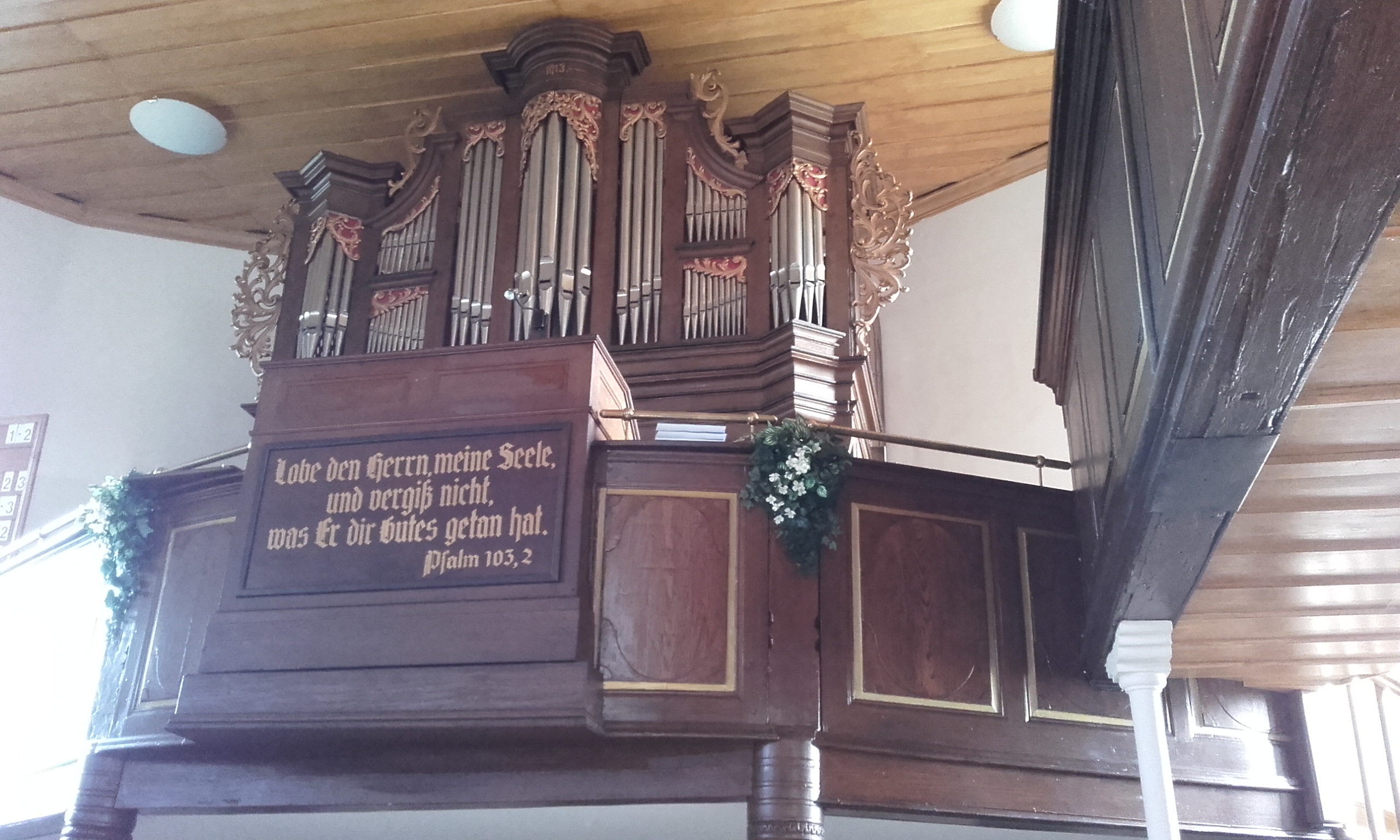
Orgue de l'église protestante.
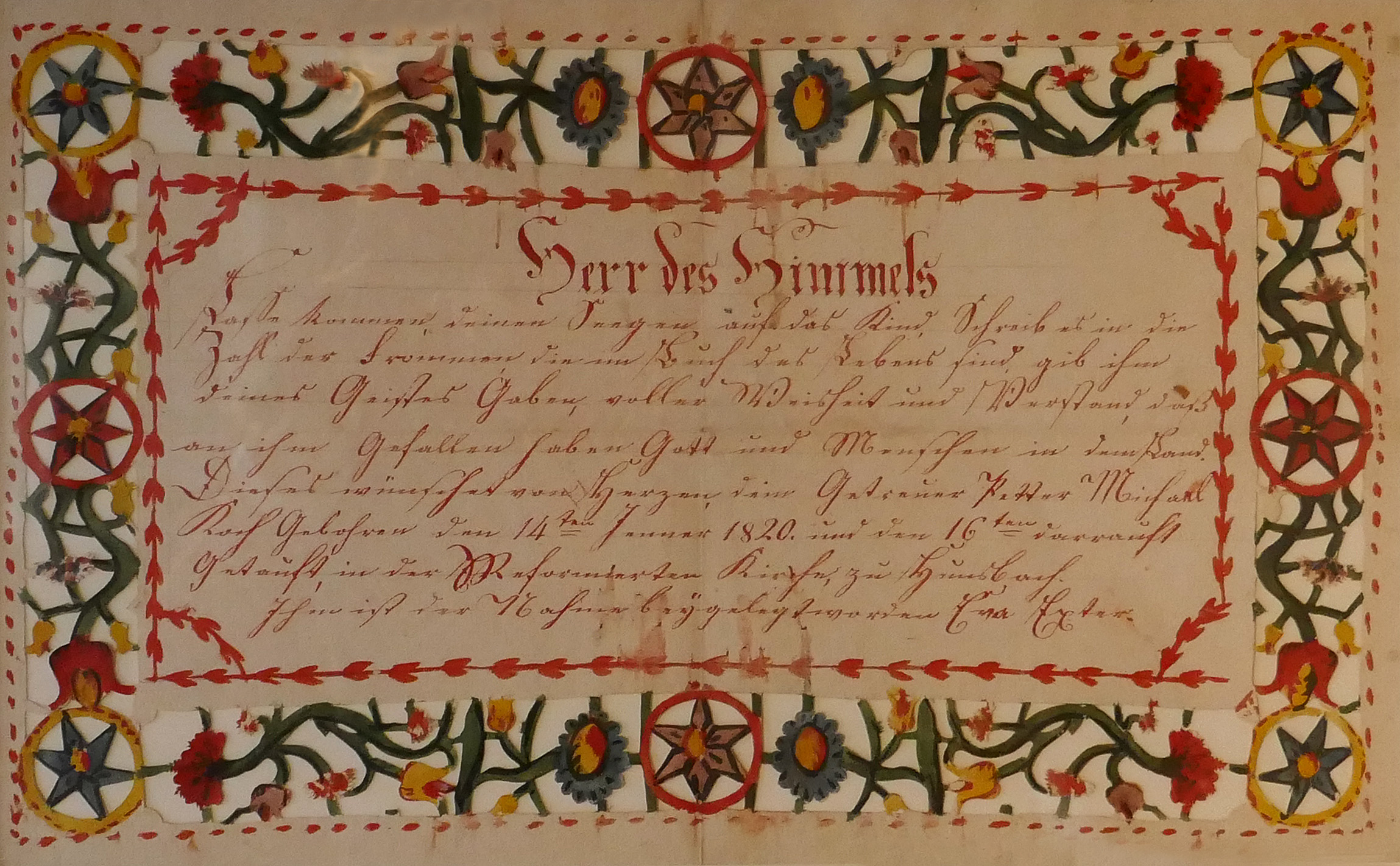
Lettre de baptême (1820).
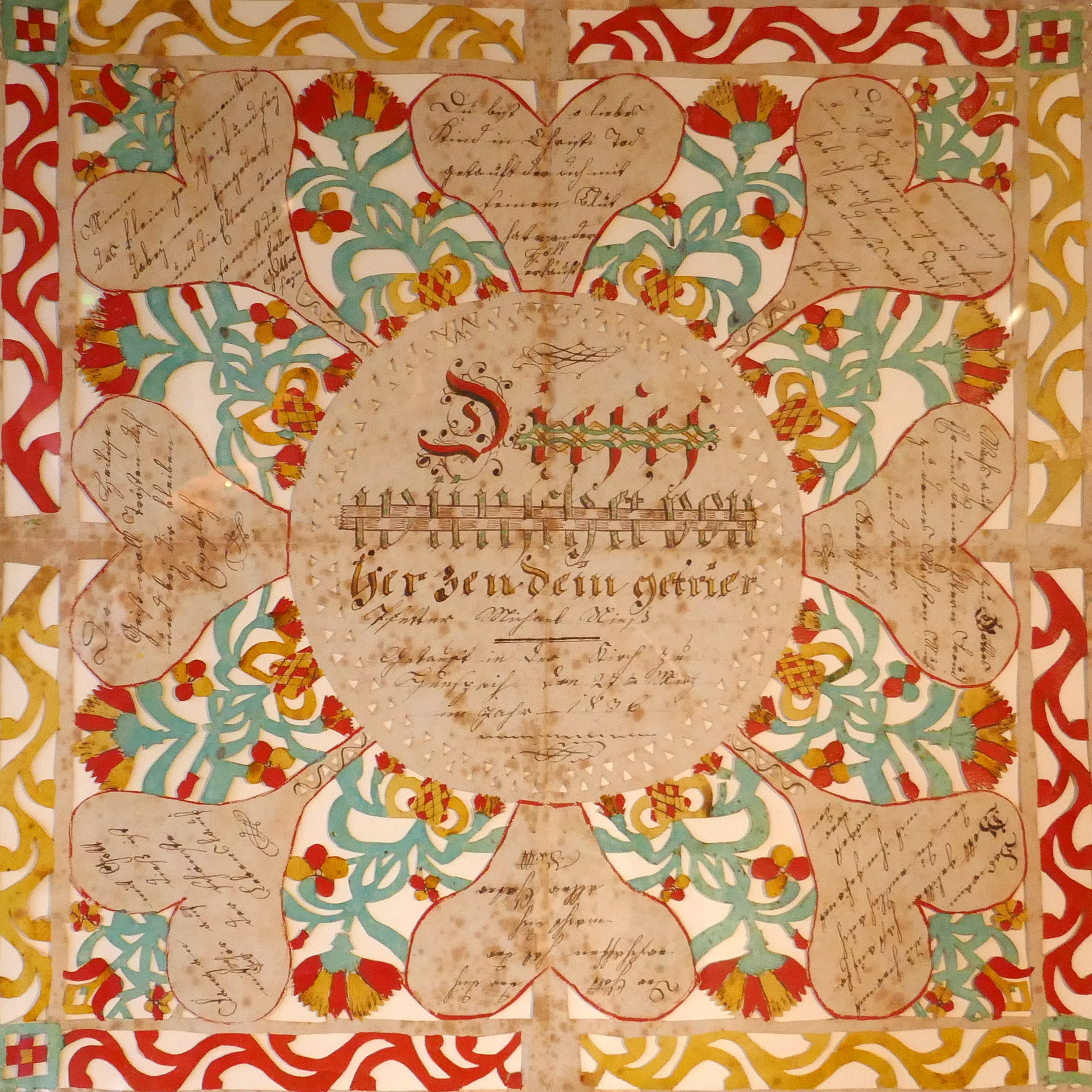
Lettre de baptême (1836).

Les édifices inscrits sur l'inventaire supplémentaire des monuments historiques sont :
- l'église réformée[55],[56] :

Le mobilier du temple
* Chaire pastorale.
* Ensemble de 32 bancs de temple.
* Stalle de temple, lambris de demi-revêtement.
* Aiguière de baptême.
* Plat de communion.
* Aiguière de communion, calice protestant, patène protestante.

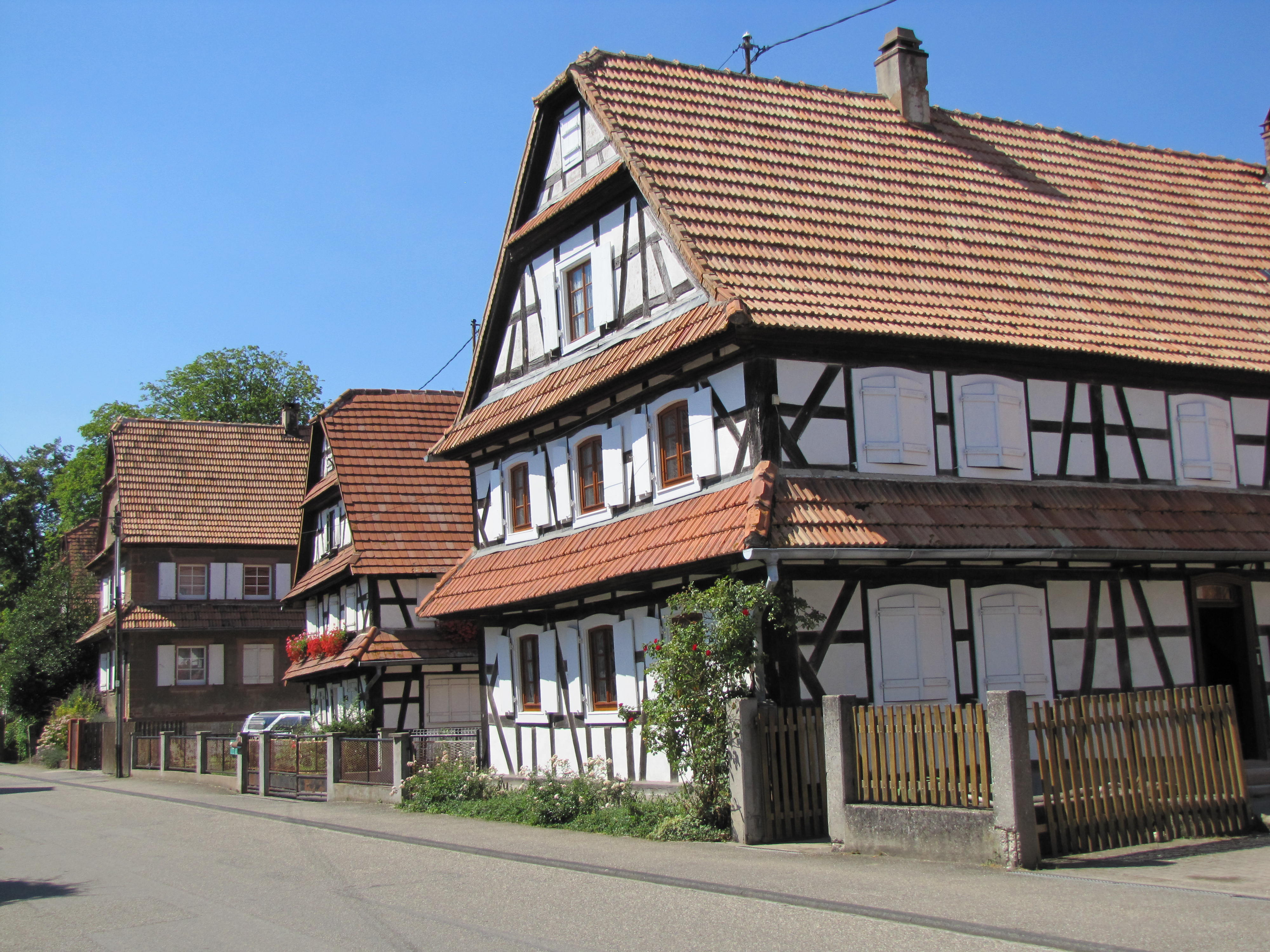
Les maisons et fermes à colombages.

- la maison du pasteur 56 rue Principale.
- la mairie-école[64].
- Les maisons et fermes[65] :
  - la ferme à colombages du 12 rue des Moutons ; la ferme du 27 rue Principale; la ferme du 28 rue Principale; la ferme du 43 rue Principale; la ferme du 51 rue Principale; la ferme du 67 rue Principale; la ferme du 78 rue Principale; et d'autres bâtiments[66]; la maison du maréchal-ferrant du 46 rue Principale[67].
- le fort de Schœnebourg.

#### Les colombages
Hunspach a une unité architecturale conservée. Les maisons sont toutes blanchies à la chaux et montrent des colombages entre le torchis. Elles sont couvertes de toits à pans coupés.

#### Église réformée
L'église protestante du village de tradition calviniste a été construite en 1757. Son clocher de style néo-roman date de 1874, du temps de l'Empire allemand. 
L'intérieur au décor sobre comprend un orgue de Johann Karl Baumann (de) installé en 1782, modifié en 1913 par Dalstein-Haerpfer et électrifié en 1959. Sur le buffet on peut lire gravé en lettres gothiques le psaume : « Lobe den Herren, meine Seele, und vergiß nicht, was Er dir Gutes getan hat. »
Presbytère, 45 rue Principale, de 1743,.

#### Plaque commémorative et tombeaux
Monuments commémoratifs :

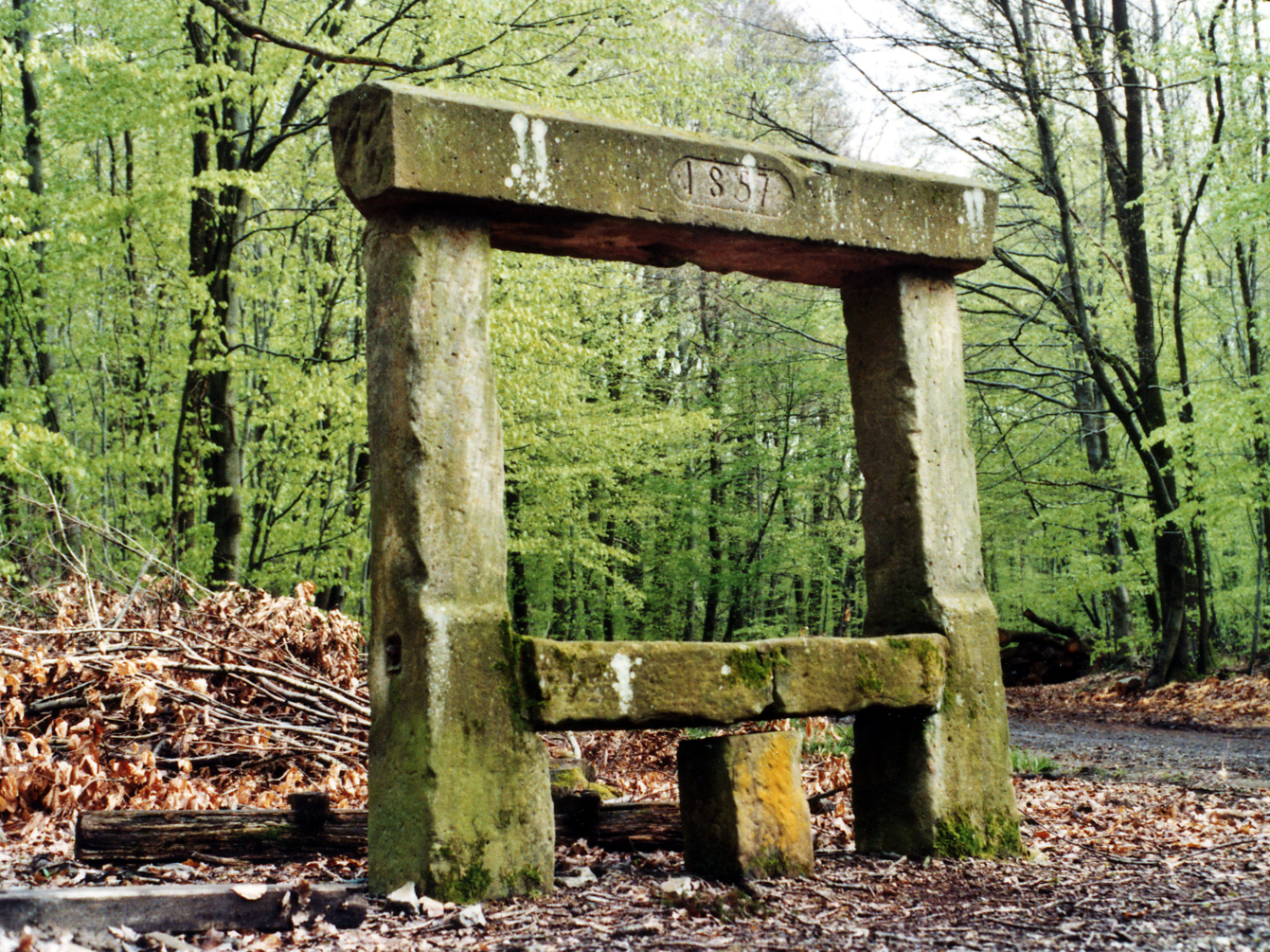
Banc reposoir.

- Plaque située sur le mur de l'église. Conflits commémorés : guerres 1914-1918 et 1939-1945.
- Tombeau de Michaël Rott[75].
- Tombeau de Madeleine Niess[76].

#### Bancs publics
- Bancs reposoirs.
  - Bancs publics dit banc du Roi de Rome millésimé 1854 dans un cartouche[77].

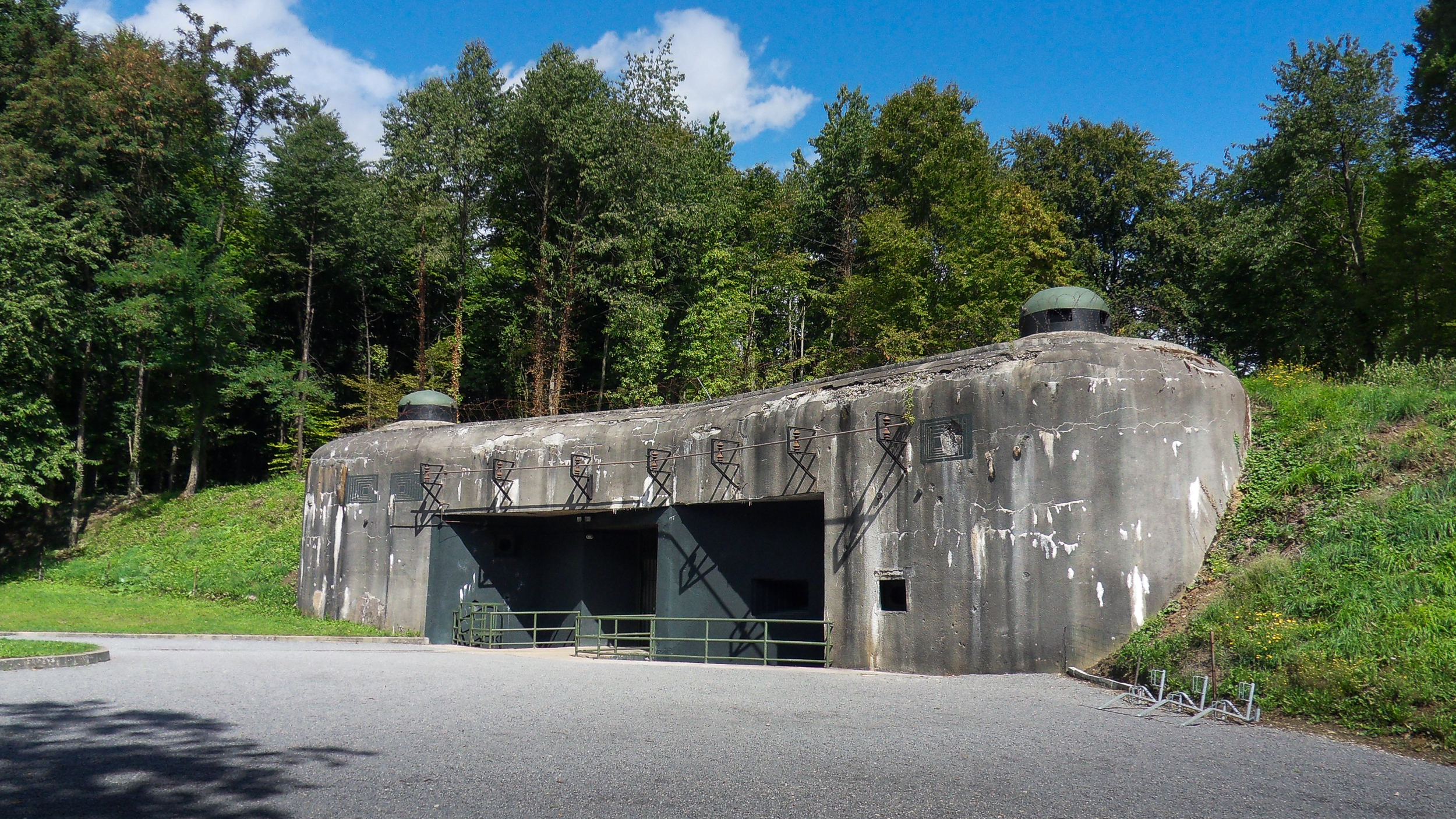
Fort de Schoenenbourg Ligne Maginot.

  - Bancs-reposoirs de l'Impératrice Eugénie.

#### Fort de Schœnenbourg
Le Fort de Schœnenbourg est le important ouvrage de la ligne Maginot visitable en Alsace. La grande partie des installations de vie et de service est située entre 18 et 30 mètres sous terre, reliée par des galeries souterraines de plus de 3 km.
Il fut le plus attaqué lors de l'attaque allemande, et resta invaincu, jusqu'à sa reddition sur ordre du haut commandement français six jours après l'Armistice du 25 juin 1940.

### Héraldique
| Blason de Hunspach | Blason  | Coupé : au premier d'or au lion issant de gueules, armé et lampassé d'azur, au second parti au I d'or plain et au II d'azur à l'étoile de six rais d'or. |
| Blason de Hunspach | Détails | |

### Personnalités liées à la commune
- Hans Rott (1876–1942), historien d'art[82].
- Théophile Schuler, dessinateur, Émile Simon, lithographe, imprimeur[83].